# Chiesa cattolica a Gibuti
La Chiesa cattolica di Gibuti è parte della Chiesa cattolica universale in comunione con il vescovo di Roma, il papa.

## Storia
La Chiesa cattolica stabilì la sua presenza con la prima evangelizzazione operata dai cappuccini francesi provenienti dall'Etiopia nel 1881. Nel 1914 fu eretta la prefettura apostolica di Gibuti, separata dalla Missione dei Galla in Etiopia, che è diventata diocesi nel 1955. Essa fa parte della Conferenza dei vescovi latini nelle regioni arabe (CELRA), il cui presidente è il patriarca cattolico di Gerusalemme.
La guerra e la mancanza di sicurezza hanno reso impossibile l'attività di evangelizzazione, anche a causa della diffusione del fondamentalismo islamico, legato ad Al Qaeda. I rapporti tra la minoranza cristiana e la maggioranza musulmana non sono facili.

## Organizzazione ed istituzioni
Nel 2011 la Chiesa cattolica è presente sul territorio con la sola diocesi di Gibuti, immediatamente soggetta alla Santa Sede.
Alla fine del 2004 la Chiesa cattolica a Gibuti contava:
- 6 parrocchie;
- 6 preti;
- 21 suore religiose;
- 13 istituti scolastici;
- 1 istituti di beneficenza.

La popolazione cattolica ammontava a 7.000 cristiani, pari a 1,26% della popolazione.
Nel 2011 operavano a Gibuti tre sacerdoti, tutti stranieri, e fuori dalla città erano presenti quattro stazioni missionarie con qualche religiosa.

## Nunziatura apostolica
Il Papa è stato rappresentato a Gibuti fino al 1969 dalla nunziatura apostolica dell'Africa Orientale con residenza a Mombasa in Kenya. Il 3 luglio 1969, con la bolla Sollicitudo omnium di papa Paolo VI, fu eretta la delegazione apostolica della Regione del Mar Rosso con residenza a Khartoum e con giurisdizione su Gibuti, il Sudan, la Somalia e la parte meridionale della penisola arabica.
Il 26 marzo 1992, con il breve apostolico Suo iam pridem di papa Giovanni Paolo II, Gibuti è stato eretto in delegazione apostolica autonoma e la delegazione apostolica della Regione del Mar Rosso ha assunto il nome di delegazione apostolica nella Penisola Arabica. Il 23 dicembre 2000 la delegazione apostolica è stata elevata al rango di Nunziatura apostolica. Dal 1992 sono i nunzi di Etiopia a gestire gli affari ecclesiastici e le relazioni diplomatiche con Gibuti. Sede del nunzio è Addis Abeba.

### Delegati apostolici
- Patrick Coveney, arcivescovo titolare di Satriano (26 marzo 1992 - 27 aprile 1996 nominato nunzio apostolico in Nuova Zelanda, nelle Samoa, a Tonga e nelle Isole Marshall e delegato apostolico nell'Oceano Pacifico)
- Silvano Maria Tomasi, C.S., arcivescovo titolare di Cercina e Asolo (27 giugno 1996 - 23 dicembre 2000 nominato nunzio apostolico)

### Nunzi apostolici
- Silvano Maria Tomasi, C.S., arcivescovo titolare di Cercina e Asolo (23 dicembre 2000 - 10 giugno 2003 nominato osservatore permanente della Santa Sede presso l'Ufficio delle Nazioni Unite ed Istituzioni specializzate a Ginevra e l'Organizzazione mondiale del commercio)
- Ramiro Moliner Inglés, arcivescovo titolare di Sarda (17 gennaio 2004 - 26 luglio 2008 nominato nunzio apostolico in Albania)
- George Panikulam, arcivescovo titolare di Arpaia (18 dicembre 2008 - 14 giugno 2014  nominato nunzio apostolico in Uruguay)
- Luigi Bianco, arcivescovo titolare di Falerone (10 settembre 2014 - 4 febbraio 2019 nominato nunzio apostolico in Uganda)
- Antoine Camilleri, arcivescovo titolare di Skálholt (31 ottobre 2019 - 20 maggio 2024 nominato nunzio apostolico a Cuba)